# 障害者スポーツ
障害者スポーツ（しょうがいしゃスポーツ）とは、身体障害や知的障害などの障害がある人が行うスポーツのこと。既存のスポーツを障害者の要求に応じて修正したものが多い。アダプテッド・スポーツ（adapted sports、（障害者に）合わせたスポーツ）とも、パラスポーツ（para-sports、もう一つのスポーツ）ともいう。しかしながら、全部が健常者のスポーツの修正版ではなく、障害者のために考案された独自のスポーツもいくつか存在する。

## 組織と歴史
障害者選手のためのスポーツは、障害の種類によって視覚障害者・聴覚障害者・身体障害者・知的障害者・精神障害者の5グループに大きく分けられる。それぞれに個別の歴史があり、組織・競技大会・取り組み方もまた異なる。
障害者スポーツは負傷兵のリハビリをきっかけに発展してきた。スポーツ行政は文部省が、障害者スポーツは厚生省がそれぞれ担当した。スポーツは障害者が社会と接点を持つ手段で、参加することに意義があり、結果を残すと自立したと考えられた。2001年に国立スポーツ科学センターが開設され、2008年にナショナルトレーニングセンターが本格稼働したが、オリンピックを目指す選手の施設であるという理由で障害者は使えなかった。2011年にスポーツ基本法が施行され、障害者スポーツ推進がうたわれた。東京五輪パラの招致活動もあり、オリンピックと障害者スポーツのみられはじめた。2013年にオリンピック開催が決定し、2014年に障害者スポーツの一部が文科省に移管された。2019年に完成したナショナルトレーニングセンターのイースト棟は障害者スポーツ選手が使うことを前提に建設された。一方で、重度障害者のスポーツ参加、スポーツ施設との交通手段、医療的ケアなど、まだ課題も残っている。

### 視覚障害者のためのスポーツ
パラリンピックの種目でもある、ゴールボールやブラインドサッカーをはじめ、様々な種目が行われている。

### 聴覚障害者のためのスポーツ
聴覚障害者スポーツの正式な国際競技会の始まりは、1924年にパリで国際ろう者スポーツ委員会 (CISS) が主催した国際ろう者競技大会である。この大会は後にデフリンピックへと発展し、引き続きCISSが主催している。CISSは、競技人口や、競技中の特別なコミュニケーションの必要性、スポーツに必須の社会的相互作用に基づいて、複数の競技会を区分して維持している。

### 身体障害者のためのスポーツ

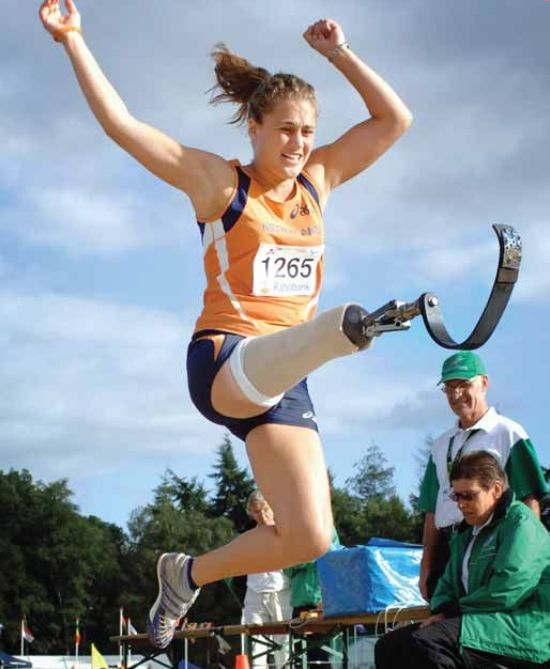
義足で走り幅跳びをする選手

身体障害者のためのスポーツはリハビリプログラムから発展してきた。第二次世界大戦で負傷した大勢の退役兵と市民の要求に応えるためにスポーツがリハビリの要として導入され、リハビリ用のスポーツが発展してレクリエーションスポーツになり、さらに発展して競技スポーツとなった。このアプローチを始めたのはイギリスのストーク・マンデビル病院のルートヴィヒ・グットマンである。1948年、グットマンはロンドンオリンピックの開会式当日に車いす選手のための競技大会をストーク・マンデビルで開催した。これが起源となってストーク・マンデビル競技大会が生まれ、パラリンピックへと発展した。パラリンピックの運営は国際パラリンピック委員会が各種の国際的スポーツ団体と協力して行っている。
日本で1939年3月19日東京の陸軍戸山学校運動場で招聘慰問体育運動大会が開催され手足切断傷病兵約240人が出場、競技種目はバスケットボール、サッカー等8種目。健常者の選手約400人も陸上、サッカー等で模範演技披露。1936年ベルリンオリンピックの陸上5000メートルに出場した村社講平選手らが参加。パンフレットには主催者の大日本体育協会会長・貴族院議員の下村宏が文章を寄せ日中戦争を「有史以来の重大事局」と位置づけた上、大会目的について「傷病兵への慰問の誠意を体育運動将棋によりて披露するのは当然すぎた企てである」と記した。藤田紀昭日本福祉大学スポーツ科学部教授は「スポーツが戦争に巻き込まれた一つの形といえる。」高嶋航京都大学文学部准教授は「軍は士気を保つ狙いから傷病兵の処遇を怠ると周囲の兵隊や家族にも波及し徴兵制の根幹や兵力動員に支障をきたすことを恐れたのだろう。」1938年発行の一冊の中で陸軍軍医が「傷者に最適の運動が要求される。」「(スポーツが)自己の身体に自信を付けさせる精神的効果は極めて甚大。」1939年4月、5月の機関紙にも掲載、傷病兵のリハビリの実態について「陸軍病院で義手・義足を用いて武道や各種運動競技が励行されている。」と触れた。1941年6月の第2回で途切れた。「（1941年12月の）太平洋戦争突入後、新聞からも傷病兵の記事が消えていった。軍に傷病兵へ配慮する余裕がなくなり社会にアピールする必要もなくなったのだろう。」と高嶋航京都大学文学部准教授。

### 知的障害者のためのスポーツ
知的障害者のためのスポーツは1960年代にスペシャルオリンピックス運動を通して出来上がっていった。この運動は、1962年にユニス・ケネディ・シュライバーが始めた一連のサマーキャンプを起源とする。1968年にはシカゴで第1回国際スペシャルオリンピックスが開催された。今では、スペシャルオリンピックスは知的障害者のために各種スポーツのトレーニングや競技会を提供している。
1986年、国際知的障害者スポーツ連盟 (INAS-FID) が設立された。この組織は知的障害者選手のエリート競技を支援することを目的としており、「みんなのスポーツ ("sport for all") 」のアプローチを取るスペシャルオリンピックスとは対照的である。1998年の長野パラリンピックに初めて知的障害者選手のクロスカントリー種目のみが採用され、その後の種目拡大が期待された。しかし2000年の夏季パラリンピックにおいて複数の健常者が知的障害クラスのバスケットボール種目に出場したという不正行為が発覚し、それ以降はINAS-FIDの選手はパラリンピックの正式競技から排除された。その後パラリンピックに復帰するための活動が進められ、2012年のロンドンパラリンピックにおいて陸上競技、水泳と卓球の3種目の復活が認められた。しかし、その後のソチ大会での採用はない。

### 精神障害者のためのスポーツ
全国障害者スポーツ大会において、精神障害者バレーボールが行われる等している。

## 種目
多様な障害を持つ人々のために、さまざまなスポーツが修正を加えてプレイされている一方、独自のスポーツもいくつか存在する。各スポーツムーブメントの内部ではレベルによって実践するスポーツが異なる。例えば、パラリンピック運動のスポーツの中にはパラリンピックの種目として採用されていないものがある。また、正式なスポーツムーブメントの外部でも多くのスポーツが障害者によって競技されている。

### 老者スポーツ
- アルペンスキー
- 陸上競技
- バドミントン
- バスケットボール
- ビーチバレー
- ボウリング
- クロスカントリースキー
- カーリング
- 自転車競技
- フットボール
- ハンドボール
- アイスホッケー
- 柔道
- 空手
- オリエンテーリング
- 射撃
- スノーボード
- 水泳
- 卓球
- テコンドー
- テニス
- バレーボール
- 水球
- レスリング

### パラリンピック
夏季競技
- アーチェリー
- 陸上競技（車いす陸上競技、車いすマラソン、ブラインドマラソン）
- パラバドミントン
- ボッチャ
- パラカヌー
- 自転車競技
- 馬術
- ブラインドサッカー
- ゴールボール
- 柔道
- パワーリフティング
- ボート競技
- 射撃
- パラ陸上
- シッティングバレーボール
- パラ水泳
- 卓球
- テコンドー
- トライアスロン
- 車いすバスケットボール
- 車いすフェンシング
- 車いすラグビー
- 車いすテニス

夏季第15回大会(2016年）以前の実施種目
- 7人制サッカー
- IDバスケットボール
- セーリング
- ローンボウルズ
- スヌーカー
- ダーチェリー
- スタンディングバレーボール
- レスリング
- ウェイトリフティング

冬季競技
- アルペンスキー
- バイアスロン
- クロスカントリースキー
- アイスホッケー
- スノーボード
- 車いすカーリング

冬季第7回大会（1998年）以前の実施種目
- アイススレッジスピードレース

### スペシャルオリンピックス
- アルペンスキー
- 水泳競技
- 陸上競技
- バドミントン
- バスケットボール
- ボッチャ[9]
- ボウリング
- クロスカントリースキー
- 自転車競技
- 馬術
- フィギュアスケート
- フロアホッケー
- フットボール
- ゴルフ
- 体操競技
- パワーリフティング
- ローラースケート
- セーリング
- スノーボード
- スノーシューイング
- ソフトボール
- スピードスケート
- 卓球
- ハンドボール
- テニス
- バレーボール

### その他
- 障害者ゴルフ
- ブラインドゴルフ
- 盲人クリケット
- 電動車いすサッカー
- 電動車いすホッケー
- ハンドサイクリング
- 車いす野球
- 車いすアルティメット
- 身体障害者野球
- 車いすホッケー
- グランドソフトボール
- サーフィン
- アンプティサッカー
- トレイル・オリエンテーリング
- 卓球バレー

## 統合

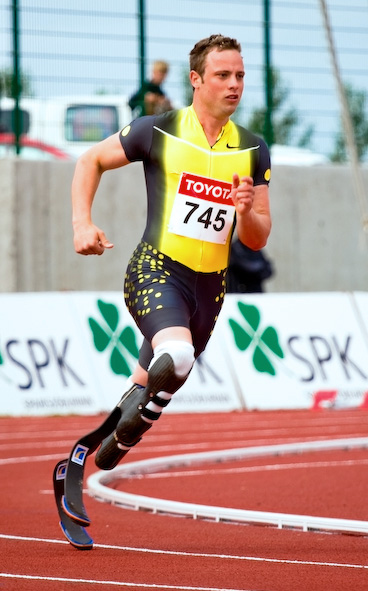
オスカー・ピストリウス

1980年代末から1990年代初頭にかけて、障害者選手を健常者のスポーツ機構に組み入れるための活動がいくつかの国や団体で始まった。障害者選手のイベントをオリンピックやコモンウェルスゲームズのような大きな競技会に組み込んだり、健常者のスポーツ団体に統合したりすることも活動の一環として行われた。オリンピックでは1984年以来パラリンピック選手のエキシビションが開催されている。しかしながら、メダル競技への統合は行われておらず、オリンピックでの障害者選手の地位についても問題が残っている。コモンウェルスゲームズでは1994年に障害者選手のエキシビションが初めて開催され、2002年には各国チームのフルメンバーが参加し、初の包括的な国際総合競技大会となった。この方針は2006年大会にも継続し、カナダのシャンタル・プチクレールが障害者選手としては初めて、健常者と障害者を統合した大会の開会式旗手となった。

## 特記事項
障害者が障害者スポーツ大会のみならず、健常者が競技者の殆どを占める競技及び大会に参加する事例も見られる。

## 世界大会
- デフリンピック
- スペシャルオリンピックス
- パラリンピック
- 世界車いす・切断者競技大会
- 世界身体障害者野球大会
- ワールドチームカップ (車いすテニス)
- 世界パラ陸上競技選手権大会

## 日本国内における大会
- ジャパンパラ競技大会
- 全国障害者スポーツ大会
- 車いすマラソン全日本身体障害者野球選手権大会